# Ochotona erythrotis
Ochotona erythrotis або пискуха червоновуха — вид зайцеподібних гризунів родини Пискухові (Ochotonidae). Це ендемік Китаю.

## Опис
Червоновуха пискуха є однією з найбільших пискух. Довжина її тіла становить від 18 до 29 см. Зимова шерсть густіша, сірого кольору, з легким червонуватим відтінком в районі вух. Влітку шерсть яскраво-рудого кольору на голові та грудях, але поступово стає все сірішою ближче до хвоста. Живіт білого кольору впродовж всього року.

## Таксономія
Червоновуху пискуху довгий час вважали підвидом, спочатку пискухи Гловера, а згодом рудої пискухи, поки зрештою не була визнана окремим видом. Дослідники вважають пискуху Гловера найближчим родичем червоновухої пискухи. Однак різниця помітна: крім відмінностей в формі черепа, літня шерсть пискухи Гловера темніша, скоріше червонувато-коричнева, а зимова набагато світліша.

## Спосіб життя
Про спосіб життя червоновухої пискухи відомо небагато. Вона риє прості нори довжиною від одного до двох метрів. Розмножується з травня по серпень. Народжують один-два рази на рік, від трьох до семи дитинчат.

## Поширення
Червоновуха пискуха є ендеміком Китаю. Ареал обмежений високогір'ями Сіньцзяну і провінцій Ганьсу, Цинхай, Сичуань і Юньнаню. Ареал проживання включає високогірні луки та чагарники. Мешкає на висоті від 200 до 400 м над рівнем моря.

## Збереження
Це численний вид, що мешкає на великій території. МСОП вважає цей вид таким, що не потребує особливого збереження.